# Hromadné neštěstí
Hromadné neštěstí je taková urgentní situace, kdy je třeba ošetřit velké množství[ujasnit] postižených a záchranné služby pracují na mezích svých kapacit. Dochází k tomu zejména při železničních nebo leteckých nehodách, bombových útocích nebo epidemiích.[zdroj?]

## Příklady hromadných neštěstí

### Letecká neštěstí
- LZ 129 Hindenburg 1937
- Letecké neštěstí na Tenerife 1977
- Let Avianca 203 (1989)

### Silniční neštěstí
- Neštěstí v Montblanském tunelu 1999
- Hromadná nehoda na dálnici D1 v březnu 2008

### Teroristické útoky
- Bombový útok v Oklahoma City 1995
- Teroristické útoky 11. září 2001
- Bombové útoky na madridské vlaky 2004

### Železniční neštěstí
- Železniční neštěstí u Stéblové 1960
- Vykolejení rychlovlaku ICE u Eschede 1998